# Proroblemma polystriga
Proroblemma polystriga là một loài bướm đêm trong họ Erebidae.